# De Raggende Manne
De Raggende Manne is een Nederlandse band, die in 1988 vrij spontaan ontstond naar aanleiding van een jamsessie, waaraan Bob Fosko, Thijs de Melker, Anthony Del Monte Lyon en Walter Langdon deelnamen. De VPRO raakte enthousiast over de opnamen van de sessie, en zond het uit, waarmee De Raggende Manne van start waren.

## Geschiedenis
In deze eerste samenstelling werd in eigen beheer de eerste plaat uitgebracht: Vijf Sessies. Al direct volgden echter een aantal wijzigingen in de samenstelling. Langdon werd achtereenvolgens vervangen door George Oostdijk, Michael Peet en ten slotte door Louis ter Burg. Als drummer werd Palli Gudmundsson aangetrokken, als vervanger van Lyon. Na deze wijzigingen was de samenstelling van de band stabiel. De muziekstijl werd door de band zelf omschreven als "Hectische Jazz-Punk". Deze omschrijving slaat met name op hun eerste drie albums.
In 1990 werd de band voornamelijk als podiumact bekend en er werden regelmatig optredens verzorgd. Deze duurden nooit langer dan zo'n drie kwartier wegens uitputtingsgevaar voor bandleden en publiek. Fosko's zang en de muziek waren agressief en snel. De slechts zes seconden durende debuutsingle Nee's Niks werd een succes, maar kwam niet in de tipparade omdat volgens de statuten een popnummer minimaal 60 seconden moet duren.
De band brak door toen hij in 1992 bekroond werd met de CJP-Podiumprijs.
In 1993 werd bassist Ter Burg vervangen door Dick Schulte Nordholt en het jaar daarop vertrok Theo Slagter. De laatste werd vervangen door Robadope Ro (Ro Krom) en Arnold Smits, zodat de band tijdelijk een vijftal werd. Ro vertrok een jaar later om zich te storten op zijn eigen projecten. Eind jaren negentig bespeelde Marcel Schmidt de drums.
In 1995 kreeg de groep een grotere bekendheid door een optreden bij 2 Meter Sessies waarin Poep in je hoofd werd gespeeld. Het nummer werd in 1996 gebruikt voor een aflevering van De Lullo's van Jiskefet. Het bracht ze met het album Rooie Pap, tot het hoogtepunt van hun succes. 
In de late jaren negentig liep het succes van de groep terug. Ook de drive binnen in de groep nam af. In 1999 besloot de groep zichzelf dan ook op te heffen. De groep liet in een zelfrelativerend persbericht weten:

Het publiek was er al jaren klaar mee. De Raggende Manne nu godzijdank ook. Uitgekankerd. De koek is op. De cirkel is rond. Het schip is gezonken. Het clubcircuit en de radio zijn verlost van een groep die altijd op leuke momenten de sfeer weer wist te verzieken. [...] Verder blijft de vrees bestaan dat er aan de satellietprojecten van met name de zwaar overschatte Fosko, nog lang geen einde is gekomen.

In 2003 zou nog een reünieconcert worden gegeven.
In 2011 stond Bob Fosko met orkest op het Zwarte Cross-festival en speelde daar Raggende Manne-nummers.
In 2013 ging de band na ruim 13 jaar weer toeren, in de oorspronkelijke samenstelling. In 2014 werd de EP Het Is Niet Wat Je Denkt, Het Is Veel Erger uitgebracht, maar de band zag dit als een reünie, niet als een doorstart. Na 2014 werd er toch nog sporadisch opgetreden. 
Eind 2018 werd bekend dat er een nieuw album, Alles Kleeft, uit zou komen. De band zou weer gaan toeren in dezelfde bezetting, aangevuld met gitarist Arnold Smits.
In 2019 maakte de band een succesvolle afscheidstournee door het gehele land. Daarbij werd Bob Fosko, die vlak voor het begin van de tournee te horen kreeg dat hij slokdarmkanker had, bijgestaan door collega's, die een deel van zijn repertoire uitvoerden. 
In februari 2020 overleed Bob Fosko. 

## Discografie
- Vijf sessies - 1988
- Knuppelhout - 1990
- Brandende vlierbessen - 1991
- De Fles - 1991 (CD Single)
- Weense pletterij - 1992
- Witte Kerst (Dit jaar wil ik sneeuw) - 1992 (CD Single)
- Zaad - 1994
- Rooie pap - 1995
- Omschudden - 1998
- Een bal is een bal - 1998 (CD Single)
- Het rottigste van De Raggende Manne - 2001
- Het is niet wat je denkt, het is veel erger - 2014
- Alles kleeft - 2019